# 七井勝忠
七井 勝忠(なない かつただ）は、戦国時代から安土桃山時代にかけての武将。下野宇都宮氏の家臣。下野国七井城主。正式な名乗りは紀勝忠（きのかつただ）。

## 略歴
益子氏の本姓は紀氏。
益子勝宗の五男として誕生。父・勝宗は益子氏の庶子であったが、兄・勝家親子を攻め滅ぼし家督を継いだ。その後、七井の矢島城を攻めた勝宗は、新たに獲得した七井に五男・勝忠を配し城主とした。
天正12年（1584年）、主君・宇都宮国綱に叛いて戦い尾羽寺で毒殺された。
子・忠兼も天正14年（1586年）、茂木山城守と新福寺との戦いに敗れ討死した。これは、鎌倉時代以降、宇都宮氏の譜代家臣であった益子氏が主家を背く要因となり、益子宗家を継いでいた益子家宗はこれを怨みに思い、常陸国の結城氏を頼って宇都宮氏に背く事になる。